# Straight Connection Technology
SCT staat voor Straight Connection Technology en is een bepaald type frame van motorfietsen.
Dit is een frame van Bimota-motorfietsen waarbij balhoofd en achtervorklagering met rechte profielen met elkaar verbonden zijn. Ook wel SCF (StraightLine Connection Frame) genoemd.